# Ramzes VI
Ramzes VI Amonherchopszef II – faraon, władca starożytnego Egiptu z XX dynastii, z okresu Nowego Państwa. Prawdopodobnie panował w latach 1142–1134 p.n.e. Był prawdopodobnie synem Ramzesa III i królowej Isis (Iset). Objął tron po śmierci swego poprzednika, Ramzesa V, którego być może wcześniej odsunął od władzy. Jego główną małżonką prawdopodobnie była Nubchesbed. Jego 8-letnie panowanie jest bardzo skąpo udokumentowane. Niewiele wiadomo na temat jego dokonań. Wiadomo o jego zwycięskich wojnach z Libijczykami, którzy usiłowali dokonać inwazji na tereny zachodniej Delty. Wiadomo również, że za czasów Ramzesa VI po raz ostatni umieszczono kartusze królewskie na Synaju. Za jego czasów coraz wyraźniej zaznaczał się schyłek władzy królewskiej i wzrost potęgi arcykapłanów tebańskich.
Ramzes VI pochowany został w Królewskiej Nekropoli w Dolinie Królów. Z dotąd niewyjaśnionych przyczyn, zrezygnował z budowy własnego grobowca. Na swoje miejsce wiecznego pobytu wybrał grobowiec swego brata, a zarazem poprzednika – Ramzesa V. W czasach rabunków, pod koniec XX dynastii, mumia króla została przeniesiona do skrytki w grobowcu (KV35) Amenhotepa II, gdzie została odnaleziona przez Victora Loreta w 1898 r. Grobowiec Ramzesów V i VI został oczyszczony i zbadany przez Georges'a Daressy'ego w 1881 roku. Od 1996 pracuje tam również ekspedycja epigraficzna Centrum Archeologii Śródziemnomorskiej Uniwersytetu Warszawskiego, która prowadzi dokumentację graffiti pozostawionych na ścianach grobowca przez pielgrzymów. Jest jednym z najpiękniej dekorowanych grobowców w Dolinie, bogato ilustrującym cykl słoneczny i zaświatową podróż Słońca ku kresowi nocy. Malowidła zachowały się w doskonałym wręcz stanie, wciąż z wyrazistymi barwami i dokładnymi konturami. Stanowią one  nieprzebraną skarbnicę wiedzy o religii i sztuce okresu schyłku Nowego Państwa.
Mumia króla obecnie znajduje się w Muzeum Egipskim w Kairze. Została odwinięta z bandaży i zbadana w 1905 roku. Jej stan jest najgorszy spośród wszystkich mumii królewskich, znajdujących się w Muzeum Egipskim. Rabusie, którzy wdarli się do grobowca, szukając drogocennych przedmiotów, prawdopodobnie wywlekli mumię króla z sarkofagu, poważnie ją uszkadzając i odrywając ręce. Spodziewali się, zapewne znaleźć na nich najcenniejsze przedmioty. Po rabunku, kapłani prawdopodobnie starali się przywrócić mumii jej naturalny kształt. Podczas badań odkryto, że pod nowymi warstwami bandaży, kapłani umieścili prawą dłoń kobiety i prawe przedramię i ramię innego mężczyzny.

## Tytulatura
| G5 |

| G5 |

| E1 · D40 | aA · a | 3 | s | anx | n · x · N17 · N17 |

| E1 · D40 | aA · a | 3 | s | anx | n · x · N17 · N17 |

| E1 · D40 | aA · a | 3 | s | anx | n · x · N17 · N17 |

| E1 · D40 | aA · a | 3 | s | anx | n · x · N17 · N17 |

| G5 |

| G5 |

| E1 · D40 | aA · a | 3 | s | anx | n · x · N17 · N17 |

| E1 · D40 | aA · a | 3 | s | anx | n · x · N17 · N17 |

| E1 · D40 | aA · a | 3 | s | anx | n · x · N17 · N17 |

| E1 · D40 | aA · a | 3 | s | anx | n · x · N17 · N17 |

| M23 · X1 | L2 · X1 |

| M23 · X1 | L2 · X1 |

| ra · nb | mAat | i | mn · n · N36 |

| ra · nb | mAat | i | mn · n · N36 |

| ra · nb | mAat | i | mn · n · N36 |

| ra · nb | mAat | i | mn · n · N36 |

| M23 · X1 | L2 · X1 |

| M23 · X1 | L2 · X1 |

| ra · nb | mAat | i | mn · n · N36 |

| ra · nb | mAat | i | mn · n · N36 |

| ra · nb | mAat | i | mn · n · N36 |

| ra · nb | mAat | i | mn · n · N36 |

| G39 | N5 |

| G39 | N5 |

| ra | C12 | ms · z · z | nTr | HqA | iwn |

| ra | C12 | ms · z · z | nTr | HqA | iwn |

| ra | C12 | ms · z · z | nTr | HqA | iwn |

| ra | C12 | ms · z · z | nTr | HqA | iwn |

| G39 | N5 |

| G39 | N5 |

| ra | C12 | ms · z · z | nTr | HqA | iwn |

| ra | C12 | ms · z · z | nTr | HqA | iwn |

| ra | C12 | ms · z · z | nTr | HqA | iwn |

| ra | C12 | ms · z · z | nTr | HqA | iwn |